# غروفر ستيوارت
غروفر ستيوارت (بالإنجليزية: Grover Stewart)‏ هو لاعب كرة قدم أمريكية أمريكي، ولد في 20 أكتوبر 1993 في كاميلا في الولايات المتحدة.

## وصلات خارجية
- غروفر ستيوارت على موقع مرجع كرة القدم المحترفة.كوم (الإنجليزية)